# Сферична вальниця кочення

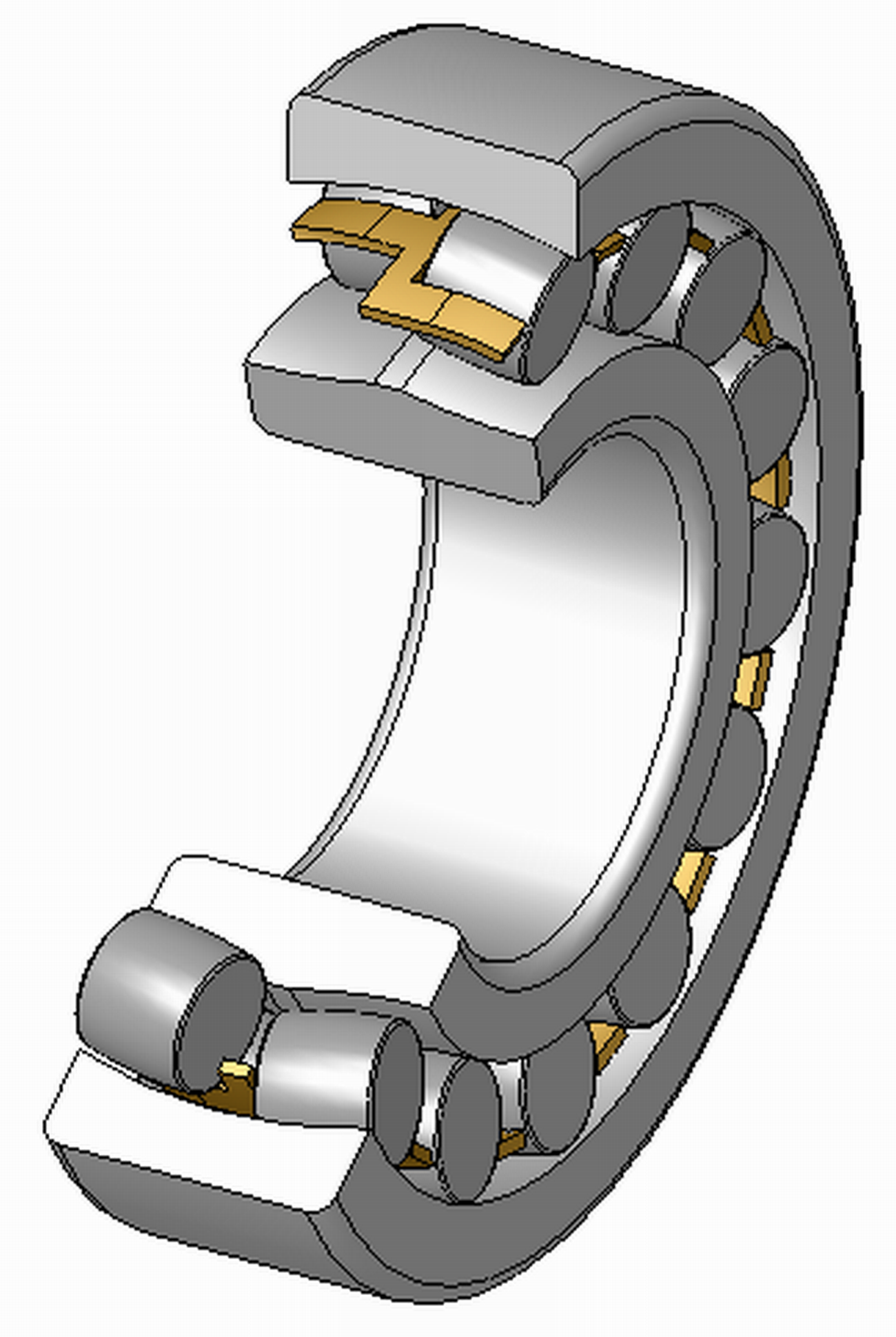
Самоустановна дворядна радіальна роликова вальниця з бочкоподібними роликами (сферична)

Сферична роликова вальниця (самоустановна дворядна радіальна роликова вальниця з бочкоподібними роликами) — це вальниця кочення, яка може обертатися з низьким коефіцієнтом тертя та допускає кутовий зсув. Як правило, такі підшипники підтримують вал, який обертається, в отворі внутрішнього кільця, яке може зміщуватися щодо зовнішнього кільця. Зсув можливий завдяки сферичній внутрішній формі зовнішнього кільця і сферичним роликам. Незважаючи на назву, сферичні ролики не є сферичними за формою. Елементи кочення сферичних роликових вальниць в основному циліндричної форми, але мають профіль, що нагадує злегка роздутий циліндр (бочкоподібна форма).

## Історія
Сферична роликова вальниця була розроблена інженером Арвідом Палмгреном і була введена на ринок у 1919 році компанією SKF. Дітище цього інженера досі використовується в сучасних машинах.

## Конструкція
Сферичні роликові підшипники складаються з внутрішнього кільця з двома доріжками кочення, нахиленими під кутом до осі підшипника, зовнішнього кільця із загальною сферичною доріжкою кочення, сферичних роликів, обойм і, в деяких конструкціях, напрямних кілець або центральних кілець. Вальниці також можуть бути закритого типу.
Більшість роликових вальниць мають два ряди роликів, що дозволяє їм витримувати надважкі радіальні і важкі осьові навантаження. Існують також конструкції з одним рядом роликів, які підходять для більш низьких радіальних навантажень і практично без осьового навантаження. Вони називаються «однорядна вальниця з бочкоподібними роликами» або «Tonnenlager» і, зазвичай, доступні в 202 і 203 серіях ISO.
Внутрішня конструкція підшипника не стандартизована в ISO, тому варіюється для різних виробників і різних серій. Деякі особливості, які можуть існувати або бути відсутніми в різних вальницях:
- Особливості змащення у внутрішньому або зовнішньому кільці
- Центральний фланець
- Напрямне кільце або центральне кільце
- Інтегровані ущільнення
- Обойма

## Габаритні розміри
Зовнішні розміри сферичних роликових вальниць стандартизовані ISO в стандарті ISO 15.1998 [Архівовано 29 грудня 2016 у Wayback Machine.]. Деякі загальні серії сферичних роликових вальниць: 213,
222,
223,
230,
231,
232,
238,
239,
240,
241,
248,
249.

## Матеріали
Кільця вальниць та елементи кочення можуть бути виготовлені з різних матеріалів, але найбільш поширеним є «хромована сталь», (сталь з присадкою хрому) матеріал приблизно з 1,5% вмістом хрому. Така «хромована сталь» була стандартизована різними органами, а отже існує цілий ряд подібних матеріалів, таких як: AISI 52100 (США), 100CR6 (Німеччина), SUJ2 (Японія) та GCR15 (Китай).

## Виробники
Деякі виробники сферичних роликових вальниць: SKF, Schaeffler, Timken, NSK Ltd., NTN Corporation і JTEKT.
Так як компанія SKF представила сферичний роликовий підшипник ще у 1919 році, виробники цілеспрямовано протягом десятиліть вдосконалювали продукт для поліпшення пропускної здатності і зниження зносу. Це стало можливим, варіюючи палітру параметрів, таких як матеріали, внутрішня геометрія та змащення. Сьогодні, виробники сферичних роликових вальниць прагнуть вдосконалити цей виріб, зробити його більш екологічно чистим і довговічним.